# ギンギラパラダイス (曲)
「ギンギラパラダイス」は、B.B.クィーンズの2枚目のシングル。1990年12月19日にBMGビクター（現：ソニー・ミュージックレーベルズ）から発売された。

## 解説
「ギンギラパラダイス」は『Victoria』CMソング。
カップリングの「君にコケコッコー!」は日本テレビ系『クイズ世界はSHOW by ショーバイ!!』エンディングテーマ。
2ndアルバム『Party』と同時発売された。ジャケットに初めて坪倉唯子と近藤房之助以外のメンバーが登場している。
三洋物産の同名のパチンコ機では、当曲が遊戯中及び大当たりラウンド内のBGMとして採用されている。『CRギンギラパラダイス 情熱カーニバル』ではRoyal Straight Versionが搭載されており、『CRギンギラパラダイス クジラッキーと砂漠の国』では歌い手を同機種に出演する女性に変更したバージョンを採用している。

## 収録曲
（全作曲・編曲：織田哲郎）
1. ギンギラパラダイス
作詞：長戸大幸
2. 君にコケコッコー!
作詞：亜蘭知子
3. ギンギラパラダイス（オリジナル・カラオケ）

## 収録アルバム
- Party（#1,2）
- complete of B.B.QUEENS at the BEING studio（#1,2）
- BEST OF BEST 1000 B.B.クィーンズ（#1,2）
- COUNTDOWN BEING（#1）
- ROYAL STRAIGHT（#1 Royal Straight Version）
- Mi-Ke Golden Hits 〜20th Anniversary〜（#1 Mi-Ke Version）